# Jana Novotná
Jana Novotná (Brno, 2. listopada 1968. – 19. studenoga 2017.) bivša je profesionalna tenisačica koja je u svojoj karijeri nastupala za Čehoslovačku i Češku reprezentaciju.

## Karijera
Jana Novotná se profesionalnim tenisom počela baviti 1986. godine. Prvih godina svoje karijere bila je mnogo uspješnija u igri parova. Ranih 90-ih trenerica joj postaja Hana Mandlikova, bivša četverostruka Grand Slam pobjednica, pa počinje i njen uzlet i u pojedinačnoj konkurenciji.
Svoje prvo Grand Slam finale izborila je 1991. godine na Australian Openu, gdje ju je u 3 seta pobijedila Monika Seleš. Dvije godine kasnije izborila je i finale Wimbledona, a u finalu ju je čekala Steffi Graf. Nakon što je izgubila prvi set, Jana je okrenula meč u svoju korist i povela 4:1 u trećem setu s gem loptom na 40:15. No tada je počela griješiti, pa je Steffi uzela narednih 5 gemova i osvojila titulu. Neutješna zbog tog poraza, Jana Novotná je na ceremoniji dodjele nagrada plakala na ramenu vojvotkinje od Kenta, po čemu je kasnije postala poznata.
5 godina je prošlo do sljedećeg finala Wimbledona, no ovog puta je izgubila od Martine Hingis. 1998. godine, napokon je uzela toliko željeni naslov. U finalu je bila bolja od Nathalie Tauziat s 2:0 u setovima.
Osim ove jedine pojedinačne Grand Slam titule, Jana je osvojila i 12 titula u igri parova: 4 Wimbledona, 3 Roland Garrosa, 3 US Opena i 2 Australian Opena. 
Ukupni broj turnira koje je osvojila je 24, a u igri parova čak 76. Nevjerojatnih 100 turnira ukupno.
S reprezentacijom Čehoslovačke je 1988. godine osvojila Fed Cup. Osim tog uspjeha može se pohvaliti i s 3 olimpijske medalje (srebro u igri parova na Olimpijskim igrama u Seoulu, te srebro u igri parova na Olimpijskim igrama u Atlanti i broncu u pojedinačnoj konkurenciji na istim igrama).
Prestala se baviti tenisom 1999. godine. Uvrštena je u tenisku Dvoranu slavnih 2005. godine.

## Grand Slam finala

### Dobila (1)
| Godina | Grand Slam | Suparnica u finalu | Rezultat |
| 1998.  | Wimbledon  | Nathalie Tauziat   | 6:4, 7:6 |

### Izgubila (3)
| Godina | Grand Slam      | Suparnica u finalu | Rezultat      |
| 1991.  | Australian Open | Monica Seleš       | 5:7, 6:3, 6:1 |
| 1993.  | Wimbledon       | Steffi Graf        | 7:6, 1:6, 6:4 |
| 1997.  | Wimbledon       | Martina Hingis     | 2:6, 6:3, 6:3 |

## Pojedinačni naslovi (24)
- 1988. - Adelaide
- 1989. - Strasbourg
- 1990. - Albuquerque
- 1991. - Sydney, Oklahoma City
- 1993. - Osaka, Brighton
- 1994. - Leipzig, Brighton, Essen
- 1995. - Linz
- 1996. - Madrid, Zürich, Chicago, Philadelphia
- 1997. - WTA Tour Championships, Madrid, Leipzig, Moskva
- 1998. - Wimbledon, Linz, Eastbourne, Prag
- 1999. - Hannover

## Naslovi u parovima (76)
- 1987. - Hamburg (s Kohde-Kilsch), Strasbourg (sa Suire), San Diego (sa Suire)
- 1988. - Oklahoma City (sa Suire), Rim (sa Suire), Hamburg (sa Scheuer-Larsen), Canadian Open (sa Sukovom), Mahwah (s Sukovom)
- 1989. - Wimbledon (sa Sukovom), Miami (sa Sukovom), Boca Raton (sa Sukovom), Brisbane (sa Sukovom), Barcelona (sa Scheuer-Larsen), European Indoors (sa Sukovom)
- 1990. - Australian Open (sa Sukovom), Roland Garros (sa Sukovom), Wimbledon (sa Sukovom), Miami (sa Sukovom), Brisbane (sa Sukovom), Sydney (sa Sukovom), Indian Wells (sa Sukovom), Boca Raton (sa Sukovom), Los Angeles (s G. Fernandez)
- 1991. - Roland Garros (s G. Fernandez), Brisbane (s G. Fernandez), Chicago (s G. Fernandez), Hamburg (s Neiland), Washington, DC (s Neiland), European Indoors (s A. Strnadovom), Filderstadt (s Navrátilovom), Philadelphia (s Neiland)
- 1992. - Brisbane (s Neiland), Light ‘n Lively (s Neiland), Berlin (s Neiland), Eastbourne (s Neiland), San Diego (s Neiland), Leipzig (s Neiland), Brighton (s Neiland)
- 1993. - Miami (s Neiland), Osaka (s Neiland), Paris Indoors (s A. Strnadova), Rim (s Sanchez-Vicario), Canadian Open (s Neiland)
- 1994. - US Open (sa Sanchez-Vicario), Delray Beach (sa Sanchez-Vicario), Light ’n Lively Doubles (sa Sanchez-Vicario), Hamburg (sa Sanchez-Vicario), San Diego (sa Sanchez-Vicario)
- 1995. - Linz - Australian Open (sa Sanchez-Vicario), Wimbledon (sa Sanchez-Vicario), WTA Tour Championships (w/Sanchez-Vicario), Sydney (w/Davenport), Miami (w/Sanchez-Vicario), Delray Beach (s MJ Fernandez), Eastbourne (sa Sanchez-Vicario)
- 1996. - Paris Indoors (s Boogert), Miami (sa Sanchez-Vicario), Hilton Head (sa Sanchez-Vicario), Madrid (sa Sanchez-Vicario), Eastbourne (sa Sanchez-Vicario), Filderstadt (s Arendt)
- 1997. - US Open (s Davenport), Season-Ending Championships (s Davenport), Paris Indoors (s Hingis), Amelia Island (s Davenport), Berlin (s Davenport), Leipzig (s Hingis)
- 1998 - French Open (s Hingis), Wimbledon (s Hingis), US Open (s Hingis), Miami (s Hingis), Eastbourne (s de Swardt), Canadian Open (s Hingis)
- 1999. - Miami (s Hingis), Hilton Head (s Lihovcevom), Canadian Open (s Pierce)

## Vanjske poveznice
- WTA profil  Arhivirana inačica izvorne stranice od 16. ožujka 2009. (Wayback Machine)